# Desa Sriamur
Desa Sriamur är en administrativ by i Indonesien.   Den ligger i provinsen Jawa Barat, i den västra delen av landet, 23 km öster om huvudstaden Jakarta.